# Asaphida
Az Asaphida a háromkaréjú ősrákok (Trilobita) osztályához és a Librostoma alosztályához tartozó rend.

## Tudnivalók

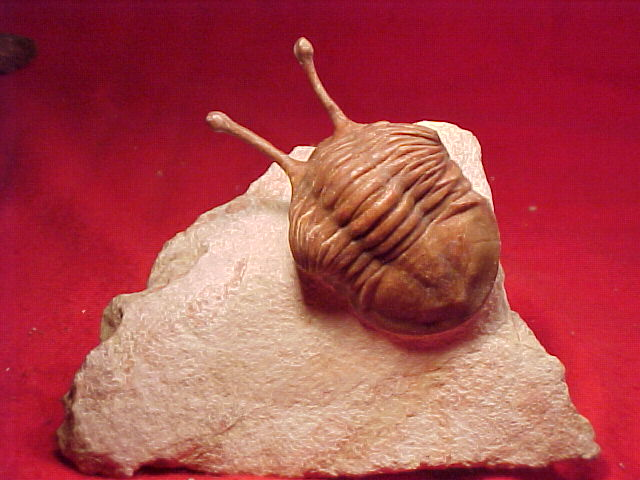
Asaphus kowalewski

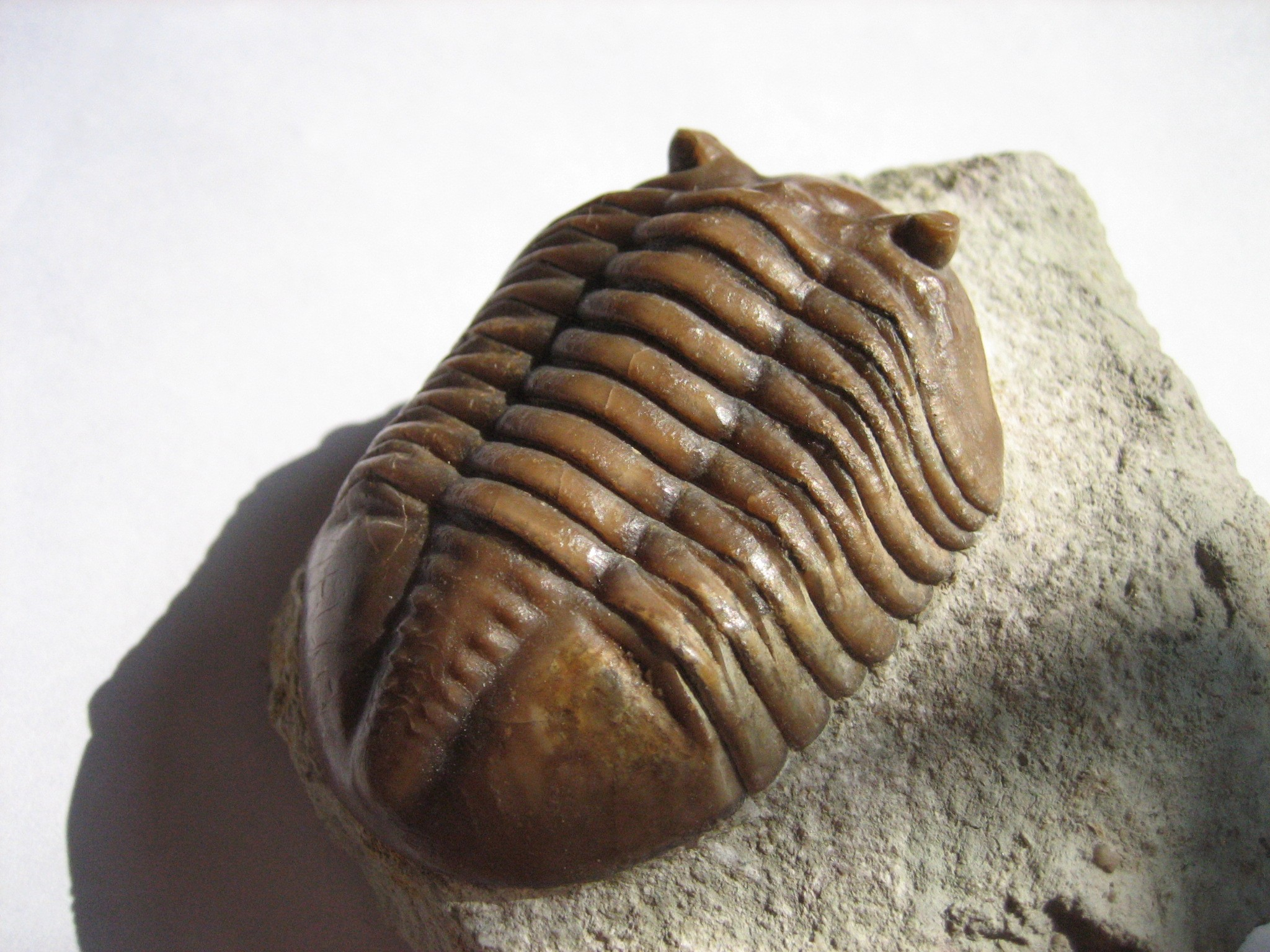
Asaphus expansus robustus

Az Asaphida-rend a középső kambriumtól a szilurig élte virágkorát. A háromkaréjú ősrákok osztályának egyik legnagyobb rendjét alkotja. Az eddigi felfedezett trilobita fajok 20 százaléka, ehhez az alrendhez tartózik.
Az Asaphida-fajok feje és farka igen hasonlóak. A legtöbb faj hasi részének közepén feltűnő összeforrás látható. A fejlegtöbbször lapos, és alig különíthető el a test többi részétől. A tornak általában 5 - 12 szelvénye van, de vannak olyan fajok is, amelyeknek csak 2 vagy akár 30 szelvénye is van. Egyes faj fejét széles kiemelkedés veszi körül, ami hóeke megjelenést ad az állatnak. Általában nagy szemeik vannak.
Az Asaphoidea öregcsaládban megfigyelhető a szem evolúciója. Például, amíg az Asaphus kowalewskiinak apró szemei voltak, amelyek, mint a mai csigáknál nyúlványokon ültek, addig a fejlettebb Asaphus lepidurusnak és az Asaphus expansusnak fejközeli nagy szemeik voltak. Az Asaphus kowalewskii a középső ordovícium korszakban élt, a mai Kelet-Európa területén, amely akkoriban egy sekély tenger volt. Feltételezik, hogy ez az állat a tengerfenéken, a homokba rejtőzve ült, és csak a nyúlványokon levő szemek látszottak ki.
A legtöbb Asaphida-faj az ordovícium-szilur kihalási esemény következtében elpusztult, csak a Trinucleioidea öregcsalád élte túl a kihalási eseményt, de a szilur vége felé ők is kihaltak.

## Rendszerezés
A rendbe az alábbi öregcsaládok tartoznak:
- Anomocaroidea
- Asaphoidea
- Cyclopygoidea
- Dikelokephaloidea
- Remopleuridioidea
- Trinucleoidea

- Inertae sedis (az alábbi családok rendszertani helyzete bizonytalan):
  - Monkaspididae
  - Rhyssometopidae

### Fordítás
Ez a szócikk részben vagy egészben  az   Asaphida című angol Wikipédia-szócikk fordításán alapul.  Az eredeti cikk szerkesztőit annak laptörténete sorolja fel. Ez a jelzés csupán a megfogalmazás eredetét és a szerzői jogokat jelzi, nem szolgál a cikkben szereplő információk forrásmegjelöléseként.